# Port lotniczy Nzerekore
Port lotniczy Nzerekore (IATA: NZE, ICAO: GUNZ) – międzynarodowy port lotniczy położony w Nzérékoré. Jest jednym z największych portów lotniczych w Gwinei.